# Stephen C. West

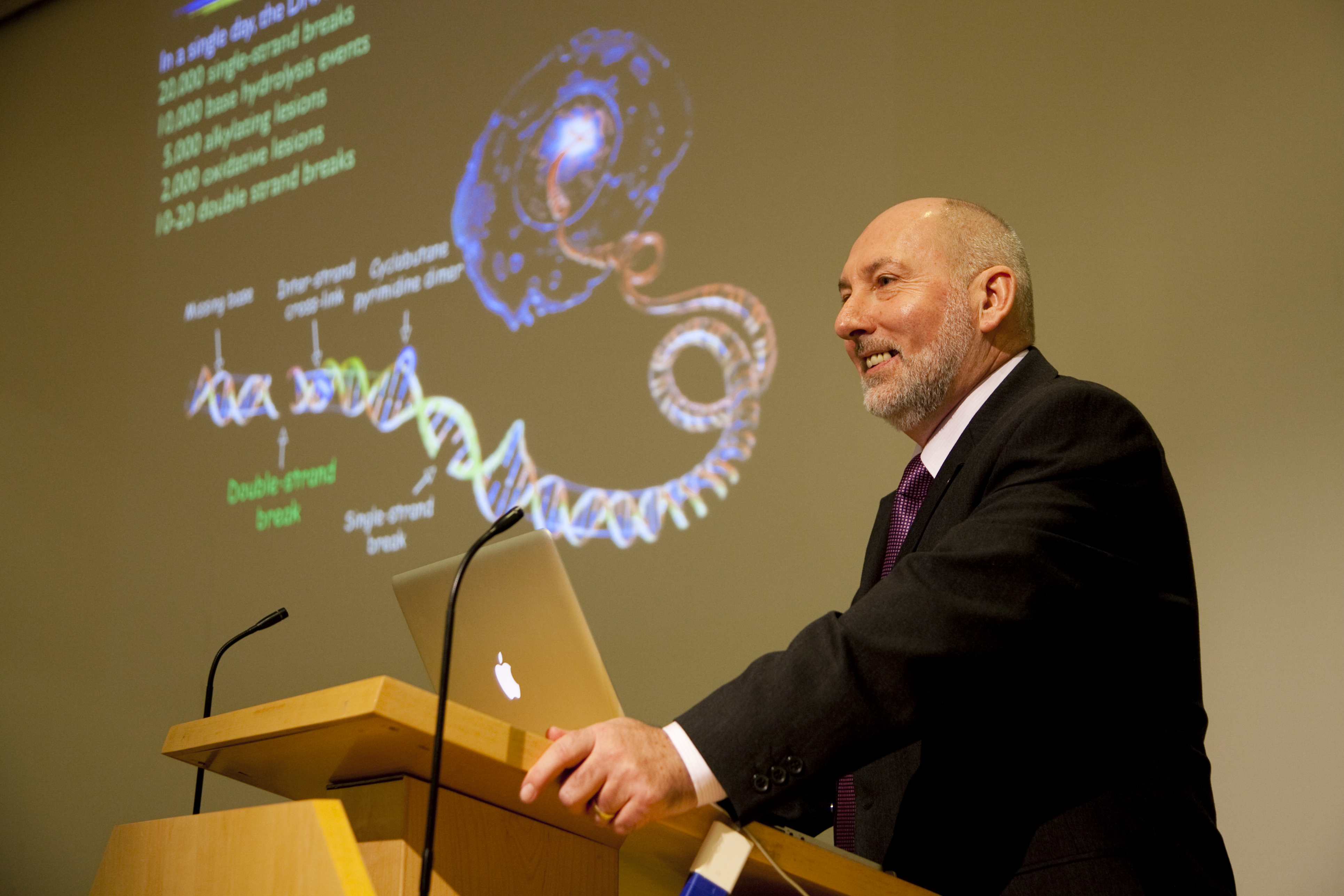
Stephen C. West

Stephen Craig West (* 11. April 1952 in Hessle, Yorkshire) ist ein britischer Biochemiker und Molekularbiologe.
West wuchs bei Hull in Yorkshire auf. Sein Vater war Fischverkäufer und West strebte eigener Aussage nach in erster Linie ein Studium an, um einer Arbeit mit Fischen zu entgehen. Er  studierte an der Universität von Newcastle mit dem Bachelor-Abschluss 1974 und der Promotion in Biochemie 1977. Thema der Dissertation war DNA-Reparatur (DNA repair in Escherichia coli), sein späteres Hauptforschungsgebiet. Als Post-Doktorand war er bei Paul Howard-Flanders an der Yale University und ab 1985 hatte er eine eigene Forschungsgruppe am Imperial Cancer Research Fund (ab 2002 Cancer Research UK) in Clare Hall in Hertfordshire, die 2016 im Francis Crick Institute aufgingen. Er ist Senior Group Leader am Francis Crick Institute in London und Honorarprofessor am University College London und Imperial College London. 
Er war an der Aufklärung der Rolle verschiedener Enzyme bei der DNA-Reparatur in Bakterien und Eukaryoten beteiligt. An der Yale University stellte er RecA rein dar und charakterisierte das Enzym und dessen Funktion bei der DNA-Rekombination. Anschließend untersuchte er in England die Funktion der Enzyme der Gruppe RuvABC (die Holliday-Strukturen in Bakterien auflösen) und identifizierte entsprechende Enzyme bei Eukaryoten wie GEN1 beim Menschen. Er stellte als Erster Rad51 rein dar für die Strukturaufklärung, das Analogon von RecA beim Menschen, und zeigte, dass es eine ähnliche Funktion wie RecA hat. Seinem Labor gelang die Reindarstellung und Strukturaufklärung des  BRCA2 Proteins und er fand, dass es ein  Chaperon für die Bindung von Rad51 an DNA ist. Er klärte auch die Rolle von Aprataxin als Enzym, das eine Rolle bei der DNA-Reparatur spielt (es entfernt ein Adenosinmonophosphat Molekül von einem Ende der DNA falls eine bei der Verknüpfung von DNA-Strängen vorher ein Fehler auftrat, so dass ein erneuter Versuch zur Verknüpfung gestartet werden kann) und bei einer Nervenkrankheit defekt ist (Ataxia oculomotor apraxia). 
2007 erhielt er den Louis-Jeantet-Preis, 2022 die Royal Medal. Er ist Fellow der Royal Society (1995) und der Academy of Medical Sciences und auswärtiges Mitglied der National Academy of Sciences (2016). 1994 wurde er EMBO-Mitglied. Seit 2000 ist er Mitglied der Academia Europaea, seit 2021 der American Academy of Arts and Sciences.

## Schriften
- mit T. Shahid, X. Zhang u. a.: Structure and mechanism of action of the BRCA2 breast cancer tumor suppressor. Nature Struct Mol Biol., Band 21, 2014, S. 962–968.
- mit M. G. Blanco, J. Matos: Dual control of Yen1 nuclease activity and cellular localization by Cdk and Cdc14 prevents genome instability. Molecular Cell, Band 54, 2014, S. 94–106.
- mit H. D. Wyatt, S. Sarbajna, J. Matos: Coordinated actions of SLX1-SLX4 and MUS81-EME1 for Holliday Junction resolution in human cells. Molecular Cell, Band 52, 2013, S. 234–247
- mit J. Matos, M. G. Blanco, S. L. Maslen, J. M. Skehel: Regulatory control of the resolution of DNA recombination intermediates during meiosis and mitosis. Cell, Band 147, 2011, S. 158–172
- mit T. Wechsler, S. Newman: Aberrant chromosome morphology in human cells defective for Holliday junction resolution. Nature, Band 471, 2011, S. 642–646